# Quand les sirènes se taisent

Quand les sirènes se taisent est un roman paru en 1933, de l'écrivain nordiste Maxence Van der Meersch, qui retrace une grève de l'industrie textile à Roubaix.

## Résumé
Roman à caractère social qui a pour fond une grève des ouvriers de l'industrie textile de Roubaix en 1931  motivée par la retenue de 5 % pour les cotisations sociales entraînant une baisse de salaires à la suite de la loi sur les assurances sociales qui venait d'entrer en vigueur, la part patronale étant également de 5 %. Les ouvriers demandaient que la part salariale soit également  prise en charge par les entreprises. Cette grève longue et très dure se déroule au début de la crise économique des années 1930 dont les premiers effets, fermeture des marchés extérieurs,  apparaissaient,  dont les grévistes n'avaient cependant pas encore conscience (le chômage massif ne s'est étendu en France qu'au cours des années suivantes). Les syndicats patronaux et ouvriers ont campé sur leurs positions entraînant une extrême misère de la majorité des ouvriers, famine de certains, côté patronal une faillite dramatique.  La grève se termine après plusieurs semaines par l'épuisement des ressources des salariés affamés contraints de reprendre le travail après plusieurs semaines.
L'intrigue complexe met en scènes de nombreux personnages très divers dans leurs caractères, leur position sociale. L'ambiance très noire de la plus grande partie du roman se colore de quelques lueurs d'espoir dues au christianisme de l'auteur. 

## Commentaires
Apparenté à certains romans d'Émile Zola  pour le style et l'intrigue, l'œuvre présente en outre de nombreux points communs avec son prédécesseur naturaliste, bien qu'elle soit plus humaine. Elle est proche de la littérature prolétarienne, tout en s'inscrivant dans le roman catholique, influencé par les idées de la JOC.

## Anecdote
Le titre du roman est repris dans les paroles de la chanson L'Europe de l'album des visages des figures de Noir Désir.